# Ascothoracida
Ascothoracida es un grupo pequeño de crustáceos, comprendiendo alrededor de 100 especies. Se encuentran por el mundo, y son parásitos en cnidarios y equinodermos.
Ascothoracida se ranqueaba antes como un orden dentro de la isubclase Cirripedia (barnacles), pero ahora está considerado una separada subclase. Aquellas dos subclases, junto con Facetotecta, hacen la clase Thecostraca.
El tórax tiene seis pares de biramous apéndices de dos ramas, mientras el abdomen tiene cuatro segmentos y un telson terminal con una cauda furca. Este arreglo es similar a aquel visto en copepodos. Además,  hay un bivalvo carapace, el cual está expandido en hembras.